# ابراهیم لاتخافی

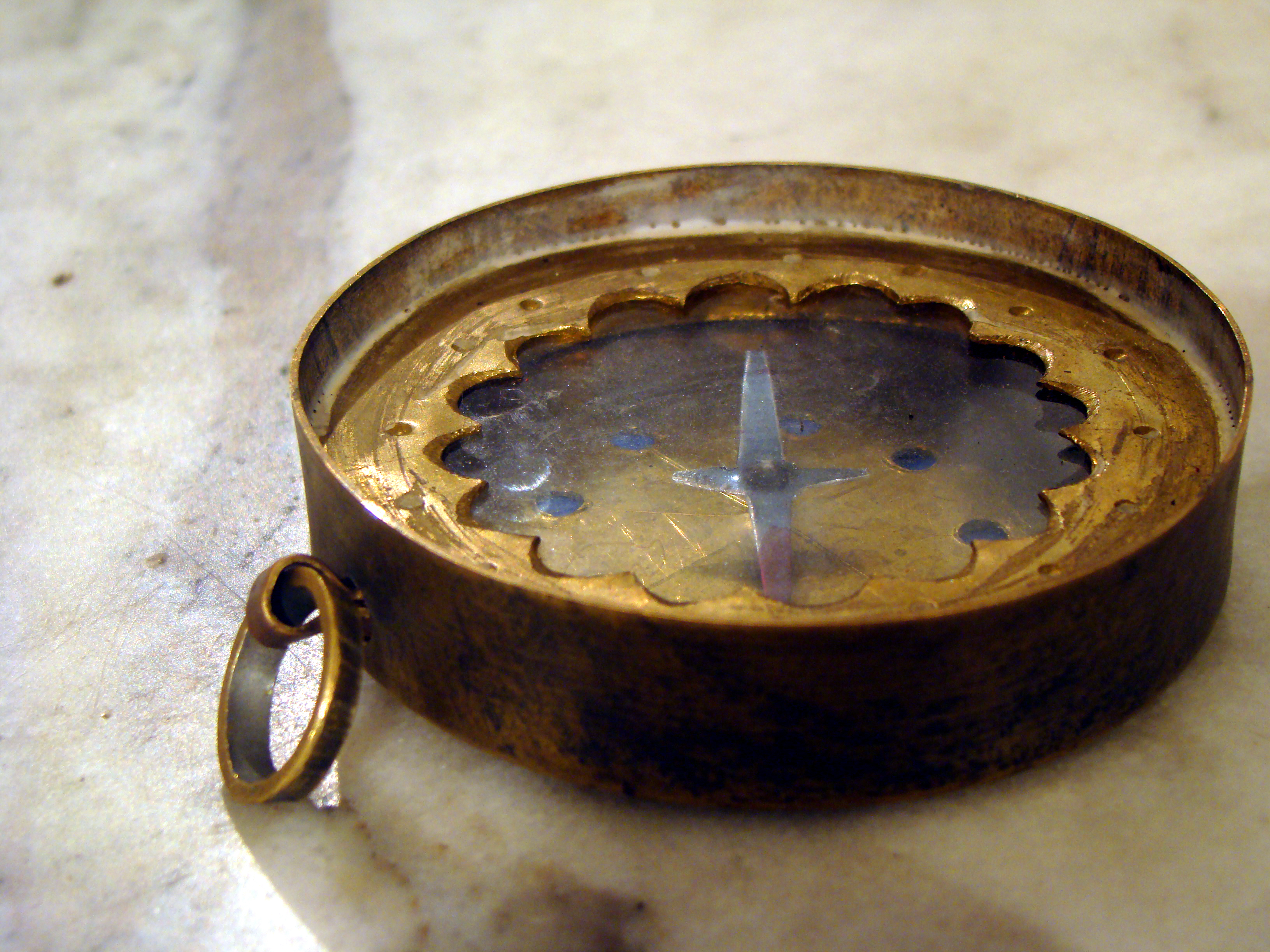
یکی از کارهای ابراهیم لاتخافی

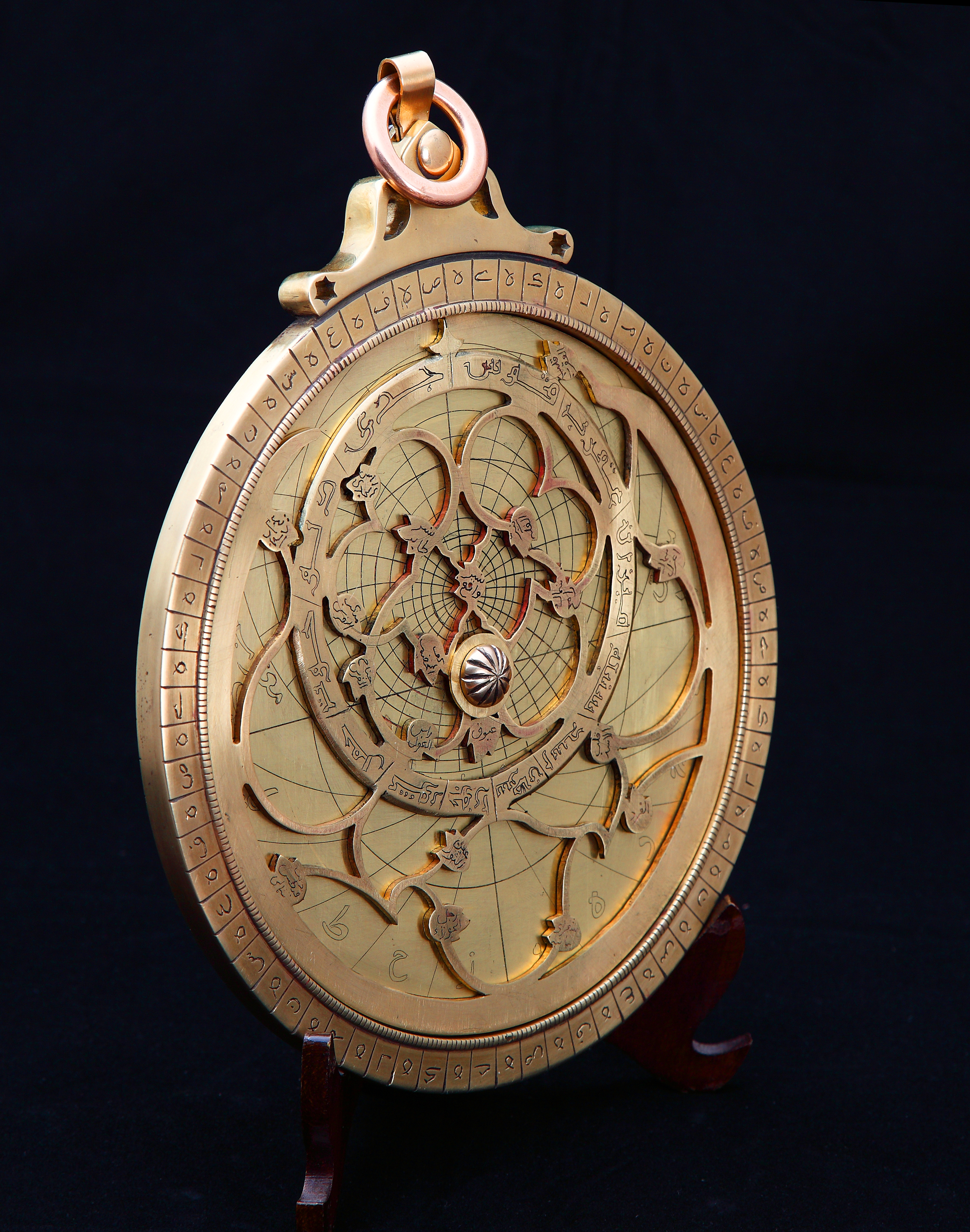
یک اسطرلاب ساخته شده به وسیله یعقوب کوشان

ابراهیم لاتخافی، (زاده ۱۲۹۸ خورشیدی اصفهان، درگذشت ۲۰ خرداد ۱۳۹۱) (۹۳سال)، یکی از هنرمندان عرصه صنایع دستی در رشته ابزارسازی دقیق بود. وی از ایام کودکی نزد پدر خود به فراگیری ساخت انواع ابزارآلات نجوم پرداخت. او همچنین همزمان کار قلم‌زنی را نزد دایی خود محمد تقی ذوفن شروع کرده و به تکمیل مهارتهای خود در زمینه‌های مرتبط با این رشته مانند طراحی سنتی پرداخت.
ابراهیم لاتخافی یکی از معدود هنرمندان سازنده اسطرلاب در ایران بود و کارگاهی در این زمینه در میدان نقش جهان داشت. یعقوب کوشان از شاگرادان مبرز استاد لاتخافی در شهر تبریز است.  
ابراهیم لاتخافی در روز بیستم خرداد سال ۱۳۹۱ وفات یافت و در قطعه هنرمندان باغ رضوان اصفهان به خاک سپرده شد.